# Petasiella
Genre
Petasiella est un genre de Trachyméduses (hydrozoaires) de la famille des Petasidae.

## Liste d'espèces
Selon World Register of Marine Species (5 avril 2016), Petasiella comprend l'espèce suivante :
- Petasiella asymmetrica Uchida, 1947